# 緬甸多鱗鰶
緬甸多鱗鰶為輻鰭魚綱鲱形目鲱科的其中一種，分布於亞洲緬甸的淡水流域，體長可達10公分，棲息在河川溪流、池塘、湖泊，可做為食用魚。

## 擴展閱讀
維基物種上的相關：緬甸多鱗鰶